# 円頓寺劇場
円頓寺劇場（えんどうじげきじょう）は、愛知県名古屋市西区那古野1-20-19にあった映画館。円頓寺商店街の南側にあった。経営は今枝幹治を経営者とする第一土地興業株式会社。

## 歴史

### 開館
円頓寺は大須と並ぶ名古屋の下町である。戦前の円頓寺にはあしべ館、豊富館、双葉館という3館の映画館があり、また寄席の開慶座、芝居小屋の寿座もあった。
建物の竣工は1951年（昭和26年）11月とされる。1952年（昭和27年）、名古屋市西区那古野の専修寺名古屋別院の西隣付近に円頓寺劇場が開館した。開館当初は洋画の上映館であり、『ローマの休日』などのヒット作も上映したが、やがて邦画に特化するようになった。今枝幹治やその先代は、名古屋市中村区のカスモリ映画劇場、中区の堀川映画劇場、中川区の尾頭第一劇場、西区の庄内東映劇場などを経営していたこともある。1964年（昭和39年）には円頓寺商店街が8メートルに拡幅され、高さ10mのアーケードが設置された。

### マンガ図書館
1979年（昭和54年）6月には建物内にマンガ図書館が併設された。全国で2番目のマンガ図書館とされる。開設時のマンガ図書館には約2万5000冊の漫画が準備され、映画を観ずに漫画だけ読みに来る客もいたという。1982年（昭和57年）時点では漫画冊数を約4万冊まで増加させた。

### ビデオ実験劇場
フィルム・ライブラリーを構想し、1979年（昭和54年）には洋画・邦画問わずビデオカセットの収集を開始した。ビデオカセットに約1000万円、機材には約300万円を投資し、1980年（昭和55年）12月13日には建物内にビデオ鑑賞コーナー（ビデオ実験劇場）が併設された。大映・日活・東映など邦画を中心に約200本のビデオカセットが準備され、阪東妻三郎主演の『無法松の一生』（1943年）と松坂慶子主演の『夜の診察室』（1971年）を皮切りに旧作2本立てで上映され、最初の週には連日40人程度が観賞したという。当時の日本ではビデオの試写サービスは普及しておらず、サウナや飛行機の機内で利用されている程度、映画館内での試写サービスは全国初の取り組みだった。映画館自体の大人料金は700円、学生料金は550円であり、映画の鑑賞のみならず、マンガの閲覧やビデオの鑑賞も可能だった。
ビデオ鑑賞コーナーはやがてレンタルビデオ店の名古屋ビデオ図書館に発展した。名古屋ビデオ図書館はレンタルビデオ店の草分け的存在であり、「日本初のレンタルビデオ店」とされる場合もある。国内外の旧作、カルト作品、アダルトビデオなど、多様なジャンルのビデオを所蔵していた。ビデオの在庫量は日本屈指とされ、レンタル可能なのは日本でここだけという作品もあった。映画ファンや映画関係者の間ではその資料的価値が高く評価されていた。

### 閉館

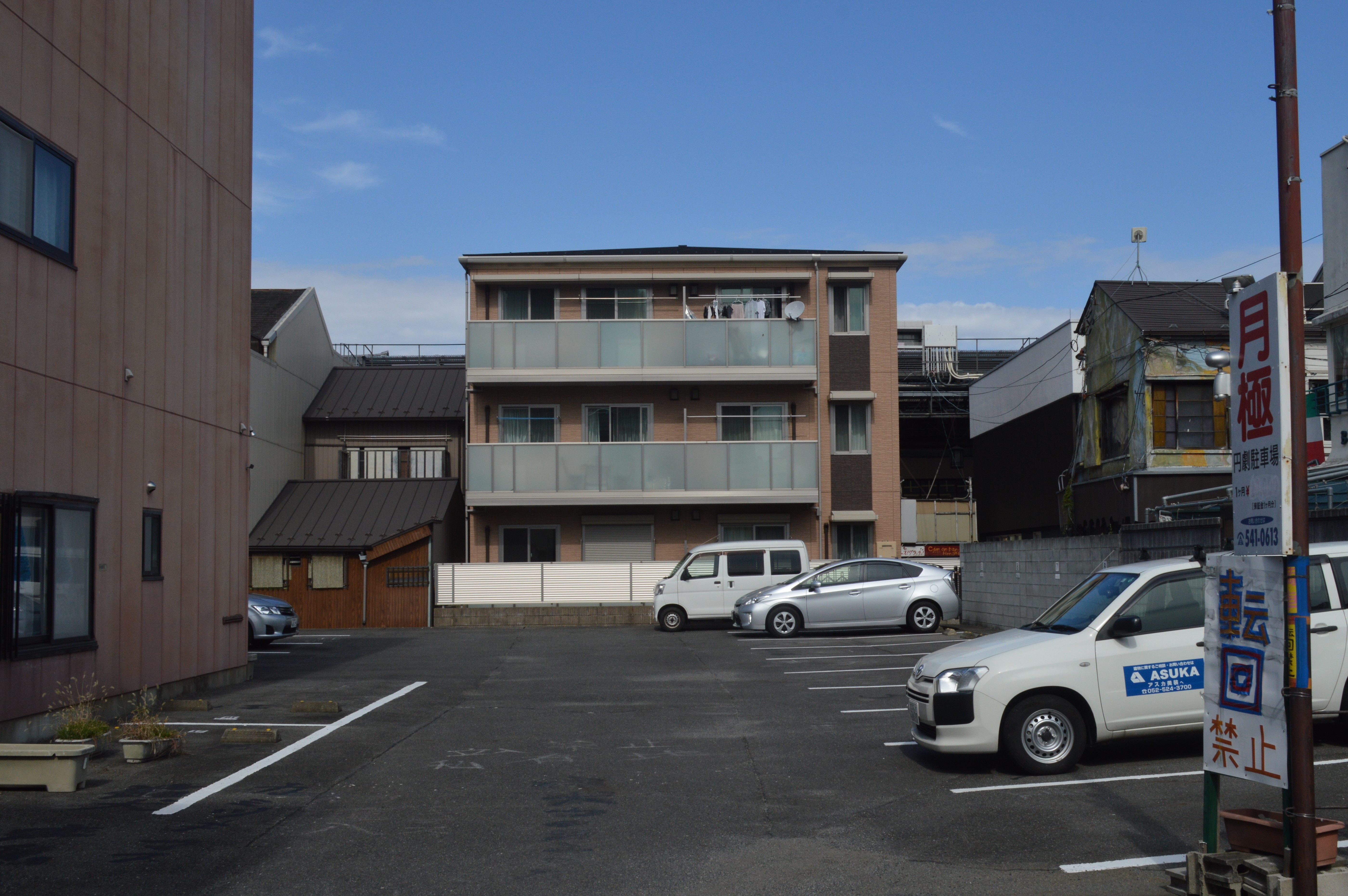
円頓寺劇場跡地の円劇駐車場

後年の円頓寺劇場はポルノ映画専門の映画館（成人映画館）だった。最終日となった2005年（平成17年）10月21日には『エロ将軍と二十一人の愛妾』（1972年）、『くの一淫法 百花卍絡み』（1974年）、『続 色暦大奥秘話 淫の舞』（1972年）の3本立が上映された。建物は2005年（平成17年）に解体され、跡地は円劇駐車場となっている。

## 特色
円頓寺劇場の他に、時代によって東映円劇、円頓寺東映などと呼ばれる場合もあった。一般的な成人映画館は女優に焦点を当ててプログラムを組むが、円頓寺劇場は監督や作品性に焦点を当ててプログラムを組んでいたとされ、遠方から訪れていた観客も少なくなかった。